# Rich Girl
„Rich Girl” este un cântec pop-ragga interpretat de Gwen Stefani featuring Eve. Melodia a fost scrisǎ în mare parte de Dr. Dre, Eve și Stefani, pentru primul album solo al artistei, Love.Angel.Music.Baby. (2004). Melodia este bazatǎ pe melodia cu acelasi nume al lui Louchie Lou și Michie One, care la rândul ei este un cover dupǎ melodia "If I Were a Rich Man" din muzicalul Fiddler on the Roof. În piesǎ Stefani vorbește despre visurile ei de faimǎ și bogǎție înainte să devinǎ celebrǎ.
Ultima piesǎ inclusǎ pe album, însǎ a doua promovatǎ, melodia a primit critici mixte. A avut succes din punct de vedere comercial, ajungând în Top10 în majoritatea tipurilor, și a ajuns #1 în Argentina. În Statele Unite, melodia a primit dublu disc de platinǎ, și o nominalizare la Premiile Grammy pentru "Best Rap/Sung Collaboration at the 48th Grammy Awards".

## Scrierea
Gwen și Eve au mai colabotat odatǎ în 2001 la melodia "Let Me Blow Ya Mind." Când Stefani a început sǎ lucreze la albumul solo, Eve și-a arǎtat interesul fațǎ de un nou featuring. Dupǎ ce Stefani a compus câteva piese, l-a contactat pe Dr. Dre cu care mai lucrase de douǎ ori pânǎ atunci. Dre a produs "Let Me Blow Ya Mind" și "Wicked Day", o piesǎ care ar fi trebuit inclusǎ pe albumul No Doubt din 2001, "Rock Steady"
Dupǎ ce acesta a ascultat câteva demouri, i-a spus "sǎ nu se întoarcǎ atât de mult", și în loc sǎ foloseascǎ una din piese, i-a sugerat sǎ foloseascǎ raggae pe melodia clasicǎ, "Rich Girl", cover dupǎ "If I Were a Rich Man" din muzicalul "Fiddler on the Roof. Stefani și Eve s-au ajutat la scrierea versurilor, dar când i le-au prezentat lui Dre, le-a spus sǎ-l rescrie, sugerând ca Stefani sǎ joace un rol în melodie. Din moment ce nu m-ai vazuse muzicalul de când era copil, Stefani s-a dus pe Broadway pentru a întelege mai bine tema decât "chiar dacǎ esti sǎrac, dacǎ ai iubire, ești bogat!", ceea ce a dus la versiunea finalǎ a melodiei.

## Rǎspunsul criticilor
"Rich Girl" a primit recenzii mixte de la criticii muzicali. PlayLouder a zis cǎ este "un potențial hit", în timp ce OMH Media, a zis cǎ nu se ridicǎ la nivelul melodiei "Let Me Blow Ya Mind", iar referința la fetele Harajuku "este ciudatǎ".
Mulți critici au gǎsit ironic faptul cǎ Stefani, care deja vânduse 26 de milioane de albume cu No Doubt, folosește timpul viitor în piesǎ:"Dacǎ aș fi o fatǎ bogatǎ..". Neumu a numit cântecul ca fiind insipid, și a scos în evidențǎ faptul cǎ "starleta incredibil de bogatǎ se întreabǎ cum ar fi sǎ fie, uh, incredibil de bogatǎ". Un critic de la The Orange County Register i-a zis artistei cǎ melodia era absurdǎ, la care ea i-a rǎspuns cǎ melodia era din punctul de vedere de dinainte de a deveni faimoasǎ." About.com a zis cǎ melodia este un clasic "dancehall".

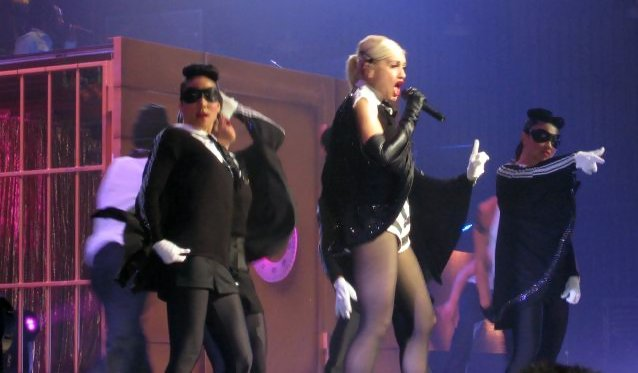
Stefani şi Harajuku Girls interpretând melodia în turneul "Sweet Escape".

## Vânzǎri și topuri
"Rich Girl" s-a descurcat bine în America de Nord. Singlelul a debutat pe locul #74 în Billboard Hot 100 pe 1 ianuarie 2005, și a atins locul #7 zece saptǎmâni mai târziu, rǎmǎnând în top mai mult de șase sǎptǎmâni. Melodia s-a descurcat bine și în celelalte topuri, ajungând #3 în Pop100, #4 în Top40 Mainstream și #16 în Adult Top 40. Singlelul nu a avut o trecere așa mare și în topurile Rhythmic Top 40 (#27) sau Hot R&B/Hip-Hop Singles & Tracks (#78). "Rich Girl" a atins o poziție așa mare în Hot 100 și Pop 100 datoritǎ puternicilor downloaduri digitale, ajungând pânǎ pe locul #2 în Hot Digital Songs. Melodia a fost plasatǎ pe locul #31 în topul de sfârșit de an, și a primit o nominalizare Grammy pentru Best Rap/Sung Collaboration dar a pierdut în fața melodiei Numb/Encore interpretatǎ de Jay-Z și Linkin Park.
Melodia nu a avut un succes atât de mare în Canada unde a debutat pe locul #28 și a ajuns numai pe locul #12, pentru douǎ sǎptǎmâni neconsecutive.
În Europa, "Rich Girl" a avut succes mai mult, atingând #2 în Eurochart Hot 100. A ajuns în Top5 în Belgia, Danemarca, Franța, România, Irlanda, Norvegia, Olanda și Suedia, iar Top10 în Austria, Finlanda, Grecia, Italia și Elveția. Melodi a avut o poziție mare si în Marea Britanie, debutâd pe locul #4, fiind cea mai mare poziție ocupatǎ de melodie în acest top.
În restul lumii, melodia a intrat în Top20. În Australia, e debutat pe locul #2 în februarie, sub melodia Over and Over a lui Nelly. În topul sfâsșitului de an, melodia a atins #26. Melodia a avut în general succes în America Latinǎ, intrând în top pe locul 20, și și-a atins poziția finalǎ zece sǎptǎmâni mai târziu, pe locul cinci.

## Videoclip
Clipul pentru "Rich Girl" a fost regizat de David LaChapelle și are ca temǎ pirații. Videoclipul, inspirat de o campanie publicitarǎ Vivienne Westwood, se deschide cu patru școlǎrițe japoneze care se joacǎ cu o navǎ a piraților de jucǎrie, și cu pǎpuși Bratz care le reprezentau pe Gwen și Eve, în timp ce discutǎ despre ce ar fi fǎcut dacǎ ar fi fost fete bogate. Stefani este arǎtatǎ apoi sub puntea unui vas de pirați, dansând pe masǎ și cântând melodia. Este înconjuratǎ de pirați, iar mai târziu i se alǎturǎ și Eve. Deasupra punții, Stefani, Harajuku Girls, Eve și mai mulți pirați danseazǎ. Stefani mai este înfǎțișatǎ cu Harajuku Girls, pe o grǎmadǎ de aur, sau legǎnându-se pe o ancorǎ. Când fetele scufundǎ vasul în acvariu, galionul se scufundǎ, iar Stefani si fetele Harajuku devin naufragiate.

## Topuri
| Top (2004)                       | Poziție       |
| -------------------------------- | ------------- |
| U.S. Billboard Hot 100           | 7             |
| U.S. Billboard Top 40 Mainstream | 4             |
| U.S. Billboard Top 40 Tracks     | 15            |
| Top (2005)                       | Peak position |
| Argentina Singles Chart          | 1             |
| Australian Singles Chart         | 2             |
| Austrian Singles Chart           | 10            |
| Canadian Singles Chart           | 12            |
| Dutch Top 40                     | 3             |
| Finnish Singles Chart            | 7             |
| French Singles Chart             | 4             |
| German Singles Chart             | 14            |
| Irish Singles Chart              | 2             |

| Chart (2005)                                    | Peak position |
| ----------------------------------------------- | ------------- |
| Italian Singles Chart                           | 7             |
| Latin America Top 40                            | 5             |
| New Zealand RIANZ Singles Chart                 | 3             |
| Norwegian Singles Chart                         | 2             |
| Romanian Top 100                                | 2             |
| Swedish Singles Chart                           | 4             |
| Swiss Singles Chart                             | 6             |
| UK Singles Chart                                | 4             |
| United World Singles Chart                      | 3             |
| U.S. Billboard Adult Top 40                     | 16            |
| U.S. Billboard Hot Dance Music/Club Play        | 39            |
| U.S. Billboard Hot R&B/Hip-Hop Singles & Tracks | 78            |
| U.S. Billboard Pop 100                          | 3             |
| U.S. Billboard Rhythmic Top 40                  | 27            |

1. ↑  Anderman, Joan. "A sweet escape with Stefani". The Boston Globe. May 25, 2007. Retrieved May 27, 2007.